# Хердеке
Хердеке (њем. Herdecke) град је у њемачкој савезној држави Северна Рајна-Вестфалија. Једно је од 9 општинских средишта округа Енепе-Рур. Према процјени из 2010. у граду је живјело 25.048 становника. Посједује регионалну шифру (AGS) 5954020, NUTS (DEA56) и LOCODE (DE HCK) код.

## Географски и демографски подаци
Хердеке се налази у савезној држави Северна Рајна-Вестфалија у округу Енепе-Рур. Град се налази на надморској висини од 150 метара. Површина општине износи 22,4 km². У самом граду је, према процјени из 2010. године, живјело 25.048 становника. Просјечна густина становништва износи 1.118 становника/km².